# Kupellonura imswe
Kupellonura imswe är en kräftdjursart som först beskrevs av Brian Frederick Kensley 1982.  Kupellonura imswe ingår i släktet Kupellonura och familjen Hyssuridae. Inga underarter finns listade i Catalogue of Life.